# Juifs Baghdadi

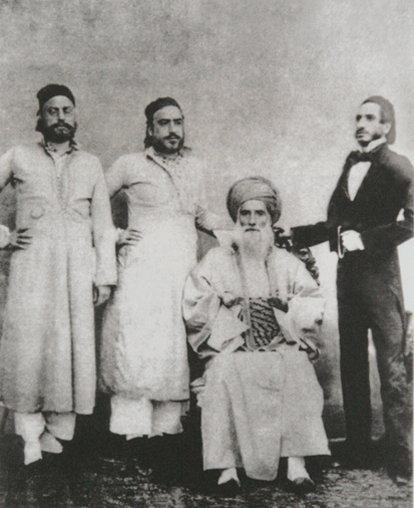
David Sassoon et ses fils (dont Albert, deuxième en partant de la gauche), membres de la communauté Baghdadi en Inde.

Les juifs Baghdadi (« originaires de Bagdad ») sont une communauté d'émigrants juifs originaires d'Irak. Ils ne sont pas uniquement originaires de Bagdad, mais également d'autres régions d'Irak, et comprennent également des juifs provenant de Syrie ou même du Yémen. Beaucoup d'entre eux étaient des négociants implantés sur les axes commerciaux et qui avaient fui les persécutions religieuses pour s'installer dans leur nouvelle patrie au sein de communauté d'immigrants. Bagdad, et l'Irak en général, comptait autrefois l'une des plus grandes communautés - sinon la plus grande - de tout le Moyen-Orient et l'Asie centrale, et ces nouvelles communautés d'immigrants comprenaient également des juifs faisant partie des courtisans de l'Empire moghol. Il existe des traces écrites de négociants voyageant à partir de Bagdad dès le début du XVIIe siècle et, vers le milieu du XIXe siècle, une grande partie de la communauté Baghdadi commença à émigrer vers l'Asie du Sud et du Sud-Est ainsi que vers l'Ouest, créant de nouvelles communautés tout en préservant leurs traditions propres.